# Nutaarmiut
Nutaarmiut (zastarale: Nutârmiut) je ostrovní sídlo v kraji Avannaata na severozápadním pobřeží Grónska. V roce 2017 tu žilo 44 obyvatel.

## Upernavické souostroví
Nutaarmiut se nachází v Upernavickém souostroví, obrovském souostroví na severovýchodě Baffinova zálivu. Ostrov Nutaarmiut, na kterém se osada nachází, má rozlohu 1,51 km2.

## Počet obyvatel
Počet obyvatel Nutaarmiutu se snížil o více než 40% oproti počtu obyvatel v roce 1990, od roku 2010 je však stabilní, od roku 2012 mírně stoupá.